# Файл-квитанція
Файл-квитанція — вид електронного документа.

## Визначення терміна
Нормативні документи в Україні містять кілька визначень файла-квитанції

### Для цілей фінансового моніторингу
Файл-квитанція — електронний документ, що формується та надсилається банком (філією) на адресу Уповноваженого органу у зв'язку з отриманням файла-запиту, файла-рішення або Уповноваженим органом на адресу банку (філії), який надіслав файл-відповідь, і свідчить про приймання або відмову в прийманні відповідного файла.
Файл-квитанція — електронний документ (набір даних) визначеної структури, який надсилається суб'єктові первинного фінансового моніторингу, що надіслав «файл-повідомлення», і свідчить про взяття на облік або відмову у взятті на облік інформації, що міститься у відповідному файлі.

### У сфері запобігання та протидії легалізації (відмиванню) доходів, одержаних злочинним шляхом, і фінансуванню тероризму
Файл-квитанція — електронний документ (набір даних) визначеної структури, який надсилається суб'єктові Єдиної інформаційної системи у сфері запобігання та протидії легалізації (відмиванню) доходів, одержаних злочинним шляхом, і фінансуванню тероризму, що надіслав «файл-запит», «файл-відповідь» або «файл-повідомлення», і свідчить про приймання або відмову в прийманні відповідного файлу.